# Наґоя Ґрампус
Наґоя Ґрампус (яп. 名古屋グランパス, Наґоя Ґуранпасу) — японський футбольний клуб з міста Наґоя, який виступає в Джей-лізі.

## Досягнення
СК Тойота Моторс (Аматорський період)
- Всеяпонський чемпіонат
  -  Чемпіон (2): 1968, 1970

- Другий дивізіон Японської ліги сокеру
  -  Чемпіон (1): 1972

- Кубок Коніки
  -  Володар (1): 1991

Наґоя Ґрампус (Професіональний період)
- Джей-ліга
  -  Чемпіон (1): 2010

- Кубок Імператора
  -  Володар (2): 1995, 1999

- Кубок Джей-ліги
  -  Володар (2): 2021, 2024

- Суперкубок Японії
  -  Володар (2): 1996, 2011

## Відомі гравці
- Хонда Кейсуке
- Кавасіма Ейдзі
- Танака Маркус Туліо
- Йосіда Мая
- Алессандро Сантос
- Тамада Кейдзі
- Нарадзакі Сейґо
- Яно Кісьо
- Ясуда Мітіхіро
- Фудзімото Дзюнго
- Сакакура Юдзі
- Ямагуті Мотохіро
- Вагнер Лопес
- Хірано Такасі
- Оїва Го
- Каїмото Кеїдзі
- Сакаї Томоюкі
- Мотідзукі Сігейосі
- Фудзімото Тікара
- Мьодзін Томокадзу
- Акіта Ютака
- Фудзіта Тосія
- Оґіхара Такахіро
- Канадзакі Му
- Нагаї Кенсуке
- Тойода Йохеї
- Кавамата Кенго
- Джошуа Кеннеді
- Івиця Вастич
- Луїзао
- Валдо Філью
- Маркіш Батішта
- Алешандре Торрес
- Едвалду Олівейра Чавеш
- Данілсон Кордоба
- Андрей Панадич
- Гарі Лінекер
- Ігор Бурзанович
- Фруде Йонсен
- Драган Стойкович
- Марек Шпілар
- Мілівоє Новакович

## Відомі тренери
| Manager               | Nat.       | Tenure                             |
| --------------------- | ---------- | ---------------------------------- |
| Хіракі Рюдзо          | Японія     | 1992–93                            |
| Гордон Майлн          | Англія     | 1 січня 1994 – 31 грудня 1994      |
| Міура Тецуро ‡        | Японія     | 1994                               |
| Арсен Венгер          | Франція    | 1 липня 1995 – 30 вересня 1996     |
| Жозе Альберту Кошта ‡ | Португалія | 1996                               |
| Карлуш Кейрош         | Португалія | 1 січня 1997 – 31 грудня 1997      |
| Танака Кодзі          | Японія     | 1997–99                            |
| Даніель Санчез        | Франція    | 1 січня 1998 – 31 грудня 1998      |
| Мазароппі ‡           | Бразилія   | 1999                               |
| Жоау Карлуш           | Бразилія   | 1999–2001                          |
| Міура Тецура          | Японія     | 2001                               |
| Зденко Верденик       | Словенія   | 1 січня 2002 – 4 серпня 2003       |
| Нельсінью Баптішта    | Бразилія   | 29 липня 2003 – 20 вересня 2005    |
| Хіроті Наката ‡       | Японія     | 21 вересня 2005 – 31 грудня 2005   |
| Сеф Вергоссен         | Нідерланди | 1 січня 2006 – 31 грудня 2007      |
| Драган Стойкович      | Сербія     | 22 січня 2008 – 7 грудня 2013      |
| Нісіно Акіра          | Японія     | 25 грудня 2013 – 22 листопада 2015 |
| Оґура Такафумі        | Японія     | 24 листопада 2015–                 |

‡ Як виконувачі обов'язків головного тренера